# 日代站
日代站（日语：／ Hishiro eki */?）是位於大分縣津久見市，九州旅客鐵道（JR九州）的日豐本線車站，現時為無人車站。

## 車站構造

### 站房
設有一座以水泥搭建而成的站房一座。車站建於山坡上，並且只有樓梯連結。由於地形的原故，車站出入口建於站房的橫側，而非一般慣常的正面。入口對面為共用式洗手間。
進入站房後，即為候車大堂，旁邊均設有候車座椅，前方為已停用的售票窗口，並設有一部簡易式自動售票機，開放式閘口設於左側，通過後可直接到達1號月台。後方為偌大的舊站務室、職員留宿處及儲物室。

### 月台
設有兩座側式月台，月台之間設有跨線橋連接。
| 月台 | 路線      | 上下行 | 方向                               |
| ---- | --------- | ------ | ---------------------------------- |
| 1    | ■日豐本線 | 上行   | 大分、龜川、日出、中山香、中津方向 |
| 2    | ■日豐本線 | 下行   | 佐伯方向                           |

## 歷史
- 1916年10月25日：鐵道院豐州本線臼杵～佐伯間開通，本站作為中途站開業[3][1]。
- 1984年11月1日：車站無人化[2]。
- 1987年4月1日：隨國鐵分割民營化，車站由九州旅客鐵道（JR九州）營運。
- 2017年：

- 9月17日：受到颱風泰利影響，全線整日停運，車站內出現水浸。
- 9月19日：臼杵站至延岡站之間不通，開設代行巴士（各站停車）來往臼杵站至佐伯站之間。
- 12月18日：臼杵站至佐伯站之間重開，代行服務終止。

## 使用狀況
在2015年（平成30年）度，1日平均乘車人次為45人，2016年度起不再顯示各車站使用人數。
| 乘車人員變遷 | 乘車人員變遷 |
| 年度         | 1日平均人次  |
| ------------ | ------------ |
| 2000年       | 140          |
| 2001年       | 122          |
| 2002年       | 127          |
| 2003年       | 123          |
| 2004年       | 110          |
| 2005年       | 94           |
| 2006年       | 81           |
| 2007年       | 66           |
| 2008年       | 60           |
| 2009年       | 50           |
| 2010年       | 59           |
| 2011年       | 47           |
| 2012年       | 44           |
| 2013年       | 43           |
| 2014年       | 41           |
| 2015年       | 45           |

## 車站周邊
- 津久見市政廳日代出張所
- 日代郵局
- 國道217號（日语：国道217号）
- 津久見海豚島

## 相鄰車站
九州旅客鐵道
■日豐本線
津久見－日代－淺海井

## 外部連結
- JR九州日代站 （页面存档备份，存于）